# (495759) Jandesselberger
(495759) Jandesselberger es un asteroide perteneciente al cinturón de asteroides, descubierto el 10 de febrero de 2013 por Michal Zolnowski y el también astrónomo Michal Kusiak desde el Observatorio Rantiga, Tincana, Italia.

## Designación y nombre
Designado provisionalmente como 2017 BS63. Fue nombrado Jandesselberger en honor al divulgador polaco de astronomía, Jan Desselberger. Autor de transmisiones astronómicas en Radio Polonia Katowice durante más de 25 años y coautor del Calendario Astronómico Polaco.

## Características orbitales
Jandesselberger está situado a una distancia media del Sol de 2,636 ua, pudiendo alejarse hasta 2,980 ua y acercarse hasta 2,292 ua. Su excentricidad es 0,130 y la inclinación orbital 13,22 grados. Emplea 1563,87 días en completar una órbita alrededor del Sol.

## Características físicas
La magnitud absoluta de Jandesselberger es 16,4. 